# Герб Чугуєва
Герб Чугу́єва затверджений 20 червня 1995 року сесією Чугуївської міської ради.

## Опис
Герб являє собою щит, поділений на три частини, з яких у першій — у золотому полі дві шаблі, покладені навхрест; в другій, в червоному полі — три срібних рогатих місяці; в третій, у срібному полі — на жердині виноградне з листям гроно.
Горішня частина показує, що міські обивателі прославились у битвах з татарами й турками; долішня вказувала на виноградарство як одне з основних занять населення. Герб російського періоду (затверджений 21 вересня 1781 р.) був взятий з полкового прапора, наданого Чугуївському полку 14 березня 1752 р.